# El Concierto Tour Más '98
El Concierto Tour Más '98 es un concierto musical del cantautor y músico español Alejandro Sanz.
A mediados de 1998, Alejandro Sanz comenzaba su primera gira internacional, llegando a Latinoamérica, USA y otros continentes como Asia y Reino Unido. El Concierto Tour Más, fue grabado en el Palau Sant Jordi de Barcelona, los días 18 y 19 de junio de 1998.
Aunque en un principio este concierto fue grabado solo para la televisión española en 1998, posteriormente se lanzó en DVD en el año 2002, debido a la buena recepción que tuvieron sus 2 últimos conciertos en vivo: Alejandro Sanz: MTV Unplugged y El Alma Al Aire En Directo, lanzados en 2001. Este concierto fue lanzado bajo el sello de Warner Music.

## Lista de canciones

### DVD
1. Intro
2. Hoy que no estás
3. La margarita dijo No
4. Ese último momento
5. Y, si fuera ella?
6. Un charquito de estrellas
7. Quiero morir en tu veneno
8. Siempre es de noche
9. Mi soledad y yo
10. Viviendo deprisa
11. La fuerza del corazón
12. Si hay Dios…
13. Lo ves?
14. Aquello que me diste
15. Amiga mía
16. Por bandera
17. Corazón Partío
18. Bulerías

## Personal
- Voz principal y guitarras: Alejandro Sanz

- Batería: Maurizio Sgaramella (Italia)

- Percusión: Luis Dulzaides (Cuba)

- Bajo y coros: José Agustín Guereñu "Guere" (Álava)

- Guitarra eléctrica: Ludovico Vagnone (Italia)

- Guitarra eléctrica y acústica: Josep Salvador (Barcelona)

- Teclados y coros: Alfonso Pérez (Barcelona)

- Teclados, saxo y coros: Pierpaolo Vallero (Torino, Italia)

- Trompeta y fliscornio: Lulo Pérez (Cuba)

- Trombón: Norman Hogue (New York)

- Coros: Helen de Quiroga (Málaga)